# Kulturno-povijesna cjelina Marija Gorica
Kulturno-povijesna cjelina Marija Gorica, kompleks zgrada u mjestu i općini Marija Gorica, zaštićeno kulturno dobro.

## Opis dobra
Naselje Marija Gorica nalazi se u zapadnom dijelu Zagrebačke županije, svega nekoliko kilometara od slovenske granice, na brežuljkastom terenu kojeg obrubljuje dolina rijeke Sutle na zapadu i dolina rijeke Save na jugu. Recentna izgradnja ostala je diskretna i nije narušila sklad i ljepotu ove cjeline. Zaštićenom zonom obuhvaćeno je središte naselja ljevkastog oblika s prilaznim cestama iz raznih smjerova uz koje se koncentrirala najstarija gradnja. Dominanta naselja je župna crkva sv. Marije od Pohoda sa zvonikom koja čini karakterističnu vizuru naselja. Riječ je o skladnom spoju brežuljkastog terena i organski prilagođene gradnje s naglašenom vertikalom crkve i zvonika.

## Zaštita
Pod oznakom Z-5627 zavedena je kao nepokretno kulturno dobro - pojedinačno, pravna statusa zaštićena kulturnog dobra, klasificirano kao "kulturno-povijesna cjelina".